# Gorska divizija
Gorska divizija (angl. Mountain Division; nem. Gebirgs-Division) je lahka pehotna gorska divizija, ki je izurjena, opremljena in oborožena za potrebe gorskega bojevanja, delovanja v gorah in delovanja v zimskem času.
Po navadi se moštvo takih divizij rekrutira iz civilistov, ki so se že predhodno ukvarjali z gorništvom oz. alpinizmom in so že seznanjeni s preživetjem in delovanjem v takem okolju. Zaradi specialističnega urjenja in posebne oborožitve se take divizije prišteva med elitne enote, zato jih uporabljajo tudi v negorskem okolju.
Posebna oblika gorske divizije je smučarskolovska divizija.
Italijanska oznaka za tako formacijo je alpinska divizija.

## Seznam
- seznam gorskih divizij